# Djugu (stad)
Djugu is een stad in de Democratische Republiek Congo in de provincie Ituri. Het is de hoofdplaats van het gelijknamige territorium Djugu. De stad telde volgens de laatste census in 1984 13.243 inwoners en in 2004 naar schatting 23.918 inwoners.
De Lendu vormen de grootste bevolkingsgroep.
De stad ligt aan de autoweg RN27.